# Berliner National-Zeitung
Le Berliner National-Zeitung, fondée en 1848, et rapidement devenu le porte-parole du Parti libéral national de Bismarck, était le quotidien le plus important de Berlin, dont la publication durera jusqu'en 1939. 

## Histoire
Le fondateur du journal, le 1er avril 1848, est Bernhard Wolff, un journaliste qui a passé l'essentiel de sa vie à Berlin, dans la province allemande du Brandebourg, d'abord comme journaliste au Vossische Zeitung puis comme fondateur et directeur du Berliner National-Zeitung. De tendance libérale, son journal sera présenté comme une entreprise "juive" par le chancelier Bismarck.
Son fondateur a travaillé à Paris pour l'Agence Havas, avec Charles Havas et Paul Julius Reuter pendant moins d'un an, avant de retourner très rapidement en Allemagne. En 1849, Bernhard Wolff redevient directeur du journal National-Zeitung et fonde à cette occasion un bureau télégraphique, le Wolffs Telegraphisches Bureau (W.T.B.). Il revend à ses abonnés du WTB les informations reçues à la rédaction de son journal berlinois, qui suit de près toutes les activités de l'Empereur d'Allemagne, mais le W.T.B est tout d'abord placée au service exclusif de la Berliner National-Zeitung. L'objectif est en effet d'abaisser les coûts de la collecte de l'information nationale et surtout internationale pour son journal, en revendant les dépêches la concernant à d'autres journaux, abonnés au W.T.B.
Comme il s'intéresse aux cours de Bourse, il en fait ensuite assez rapidement un point fort de son "bureau télégraphique", qui relie Berlin à Paris mais aussi et Aix-la-Chapelle, où s'est installé Paul Julius Reuters, son ex-collègue et ami, puis un an plus tard, à Londres, ce qui permet au Berliner National-Zeitung d'être très rapidement informé des nouvelles émanant des grandes capitales européennes. Le 28 novembre 1849, le journal annonce fièrement qu'il procure à ses lecteurs des nouvelles fraîches de Paris, Londres, Amsterdam et Francfort, le lien avec Hambourg étant prévu pour les jours qui viennent.
Deux des piliers du journal, Ferdinand Salomon et Friedrich Demburg, sont en liens étroits avec le banquier Gerson von Bleichröder (1822-1893), qui est lui-même très proche du chancelier Bismarck, même si Bleichröder cultive surtout les relations avec les journalistes de la presse financière. Gerson von Bleichröder a racheté le journal à son propriétaire en 1965. Albert Beckmann, journaliste et diplomate allemand basé à Paris était son correspondant.